# Musoniola venezuelana
Musoniola venezuelana är en bönsyrseart som beskrevs av Terra 1982. Musoniola venezuelana ingår i släktet Musoniola och familjen Thespidae. Inga underarter finns listade i Catalogue of Life.